# Warburtons

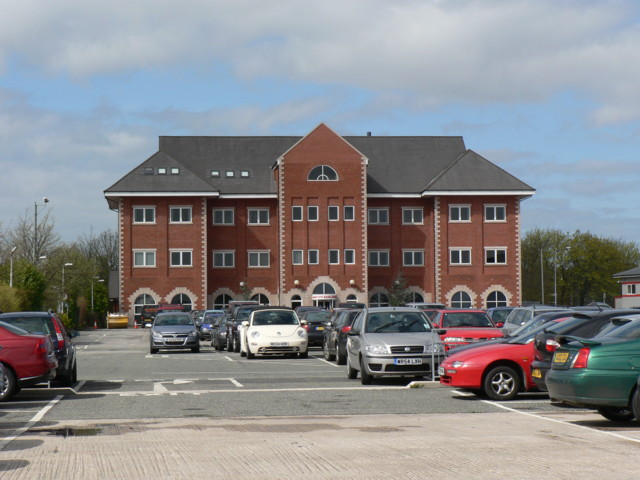
Back o' th' Bank House, Bolton. Der Hauptsitz von Warburtons Limited.

Warburtons Limited ist ein britisches Bäckereiunternehmen, das seit seiner Gründung 1876 in Bolton zur größten Bäckereimarken Großbritanniens gewachsen ist.

## Geschichte
Warburtons wurde 1876 von Thomas und Ellen Warburton gegründet, als Ellen in ihrem Lebensmittelgeschäft in Bolton begann, selbstgebackenes Brot zu verkaufen, das schnell sehr beliebt wurde. In den ersten Jahrzehnten wuchs das Unternehmen stetig: Henry Warburton, ein Neffe der Gründer, trat mit 16 Jahren in die Firma ein, wurde ein erfahrener Bäcker und trieb das Wachstum weiter voran. Die Bäckerei zog mehrfach um, bis 1915 die Back o’th’ Bank Bakery eröffnet wurde, die einen Meilenstein für das Unternehmen darstellte. Henry Warburton engagierte sich zudem für die lokale Gemeinschaft und wurde Bürgermeister von Bolton.
Im 20. Jahrhundert expandierte Warburtons durch Übernahmen kleinerer Bäckereien in Nordwestengland und festigte so seine Position als regionale Marke. In den 1990er Jahren übernahmen Jonathan Warburton und seine Cousins die Führung und entwickelten eine Strategie, um Warburtons von einer regionalen zu einer nationalen Marke auszubauen. Dafür investierten sie umfangreich in neue Bäckereien, moderne Produktionsanlagen und den Ausbau des Vertriebsnetzes, um die landesweite Verfügbarkeit und Frische der Produkte zu gewährleisten. Die steigende Nachfrage großer Einzelhändler wie Tesco und Asda unterstützte diesen Wandel, sodass Warburtons ab Ende der 1990er Jahre neue Produktionsstandorte in Nottinghamshire, Schottland und den Midlands eröffnete.
In den 2000er Jahren setzte Warburtons seine Expansion fort und wurde zur größten Bäckereimarke Großbritanniens.
Heute wird Warburtons in fünfter Generation von der Familie geführt und beschäftigt fast 5.000 Mitarbeitende.

## Expansion

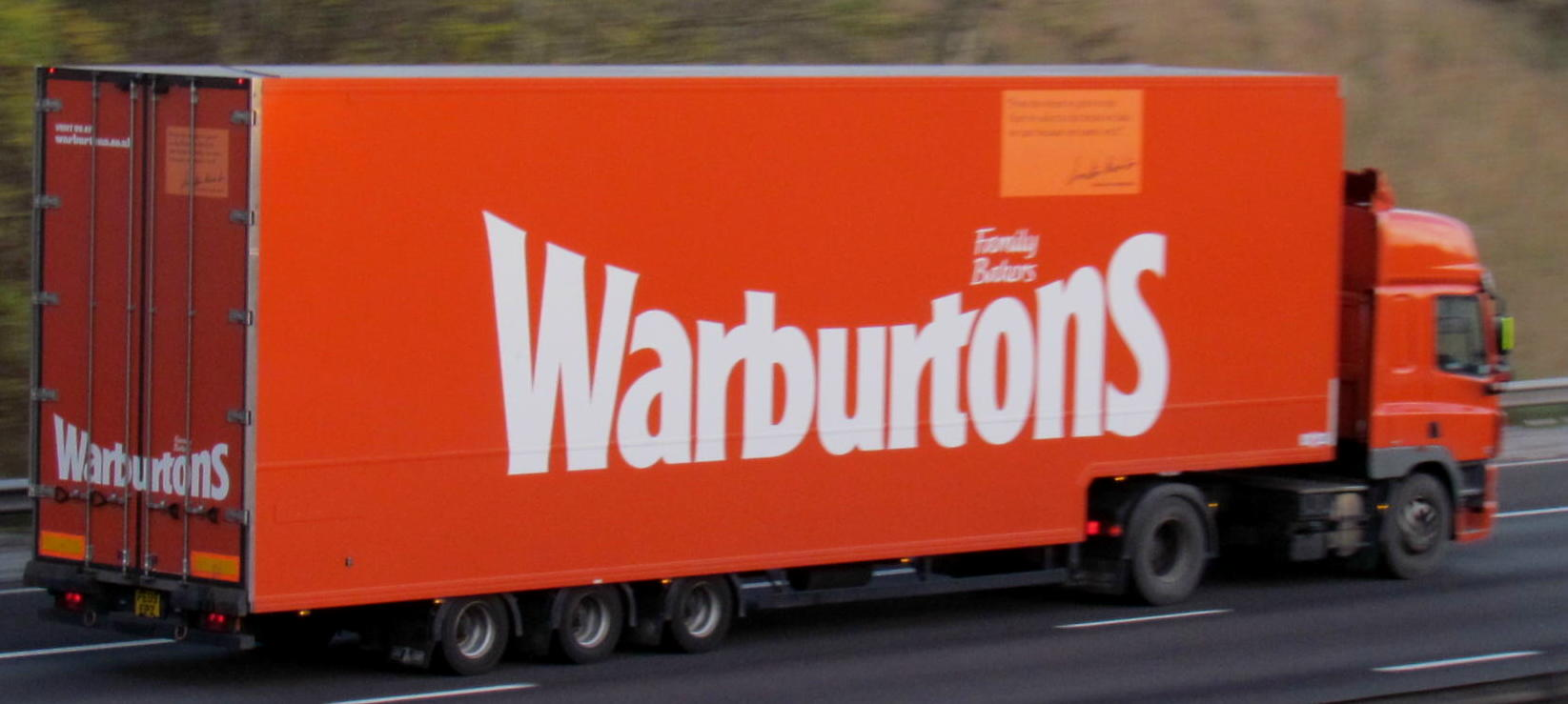
LKW der eigenen Flotte

Warburtons betreibt 2025 12 Bäckereien und 14 Depots in ganz Großbritannien. Die eigene Flotte von fast 1.000 Fahrzeugen liefert täglich an rund 18.500 Einzelhändler.

## Marktanteil und Umsatz
Warburtons hält mit rund 20 % den größten Anteil am Gesamtmarkt für verpackte Backwaren im Vereinigten Königreich.  Im Markt für Backwaren insgesamt beträgt der Marktanteil 8,1 % und Warburtons ist damit Marktführer.

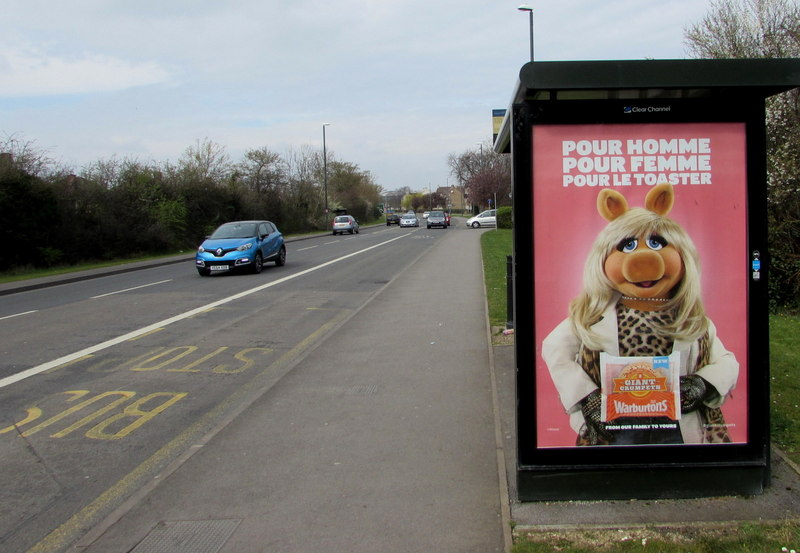
Warburtons-Werbung mit Miss Piggy, Cheltenham (2016)

Warburtons produziert und liefert täglich mehr als 2 Millionen Brote, Brötchen, Crumpets, Bagels und Pfannkuchen aus. Allein an Crumpets werden wöchentlich 2,3 Millionen Stück gebacken, das entspricht 124 Millionen pro Jahr.
Der Umsatz von Warburtons lag 2024 bei rund 711 Millionen Pfund. Das Unternehmen beschäftigte über 4.500 Mitarbeitende in Produktion, Logistik und Verwaltung.

## Fernsehwerbung
Warburtons Fernsehwerbung hebt sich besonders durch den Einsatz internationaler Hollywood-Stars und aufwendig inszenierter, humorvoller Geschichten ab. Das britische Familienunternehmen engagiert regelmäßig bekannte Persönlichkeiten wie Robert De Niro, George Clooney, Samuel L. Jackson, Olivia Colman oder Sylvester Stallone, die in den Spots meist an der Seite des echten Firmenchefs Jonathan Warburton auftreten. Die Werbespots sind für ihren britischen Humor und ihre Selbstironie bekannt und parodieren oft berühmte Filmszenen oder greifen Elemente der Popkultur auf. Ein Beispiel ist der Spot mit Olivia Colman, in dem ein humorvoller „Crumpet-Heist“ inszeniert wird und die Warburtons-Produkte als britische Kulturgüter dargestellt werden.
Die Kampagnen setzen gezielt auf Storytelling und einen hohen Unterhaltungswert, was der Marke regelmäßig große Aufmerksamkeit in den Medien und in sozialen Netzwerken verschafft. Diese Mischung aus Starpower, kreativen Geschichten und Selbstironie unterscheidet Warburtons deutlich von klassischer Lebensmittelwerbung und hat der Marke Kultstatus in Großbritannien eingebracht.